# Siméon Denis Poisson

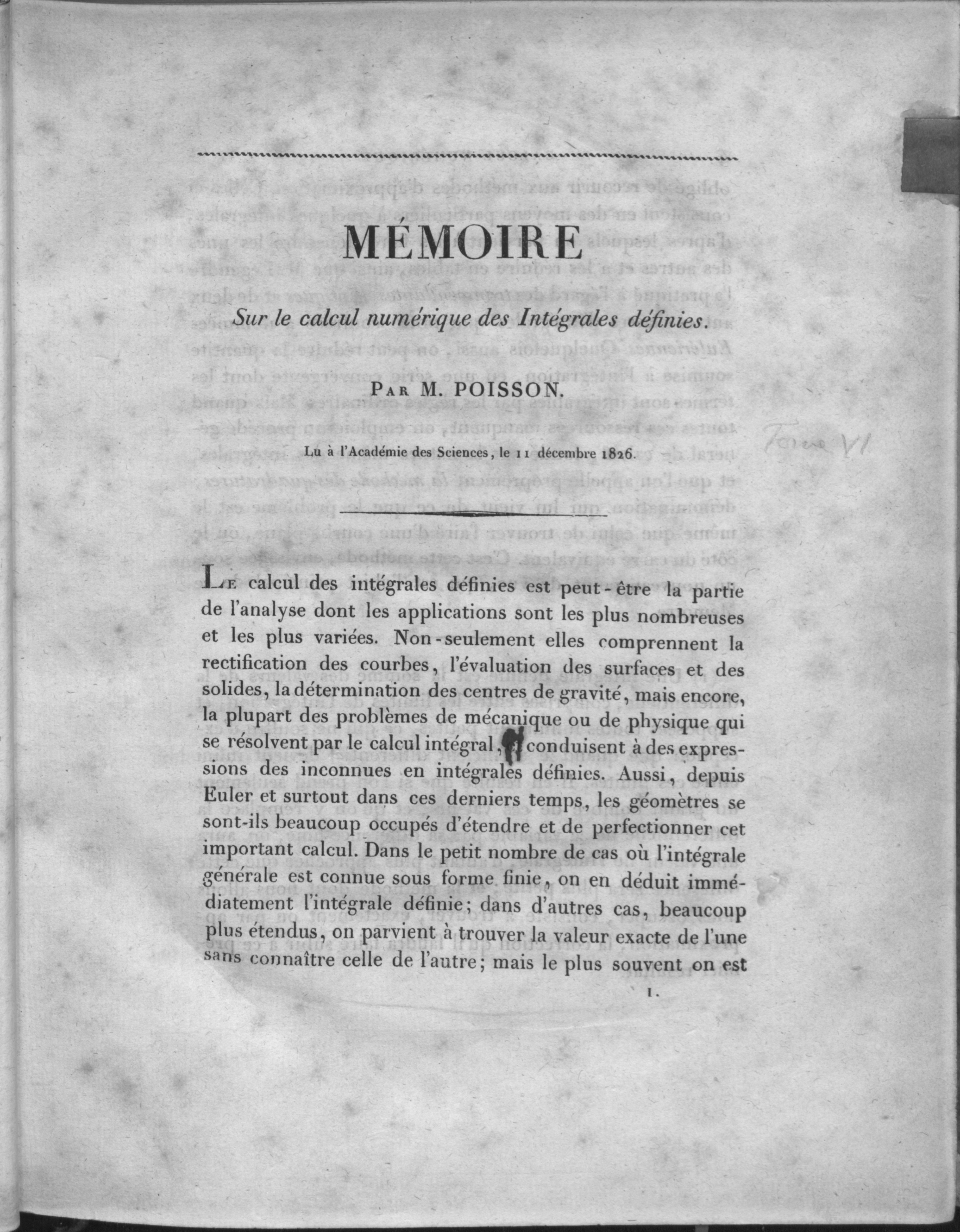
Mémoire sur le calcul numerique des integrales définies (1826)

Siméon Denis Poisson (ur. 21 czerwca 1781 w Pithiviers, zm. 25 kwietnia 1840 w Sceaux) – francuski matematyk i fizyk teoretyk, profesor École polytechnique i Sorbony, członek Francuskiej Akademii Nauk oraz Petersburskiej Akademii Nauki. Laureat Medalu Copleya (1832).
W matematyce zajmował się głównie analizą oraz teorią prawdopodobieństwa; jego zasługi dla analizy to m.in. badanie całek (oznaczonych), równań różnicowych i różniczkowych. W fizyce zajmował się niemal wszystkimi dziedzinami jego czasów – mechaniką klasyczną, zastosowaniem jej do balistyki, grawitacją, termodynamiką, optyką oraz elektrycznością i magnetyzmem. Poisson miał też wkład do astronomii.
Poisson współpracował również z początkującym matematykiem Évariste’em Galois. W 1831 roku Poisson okazywał zainteresowanie jego badaniami; zachęcał Galois – wówczas więźnia usuniętego ze studiów – do kontynuacji prac, mimo że nie potrafił ich zrozumieć.

## Życiorys
- 1806–1809 profesor École polytechnique w Paryżu (obecnie w Palaiseau),
- od 1809 profesor Sorbony,
- od 1812 członek Francuskiej Akademii Nauk,
- od 1826 członek Petersburskiej Akademii Nauk.

## Upamiętnienie

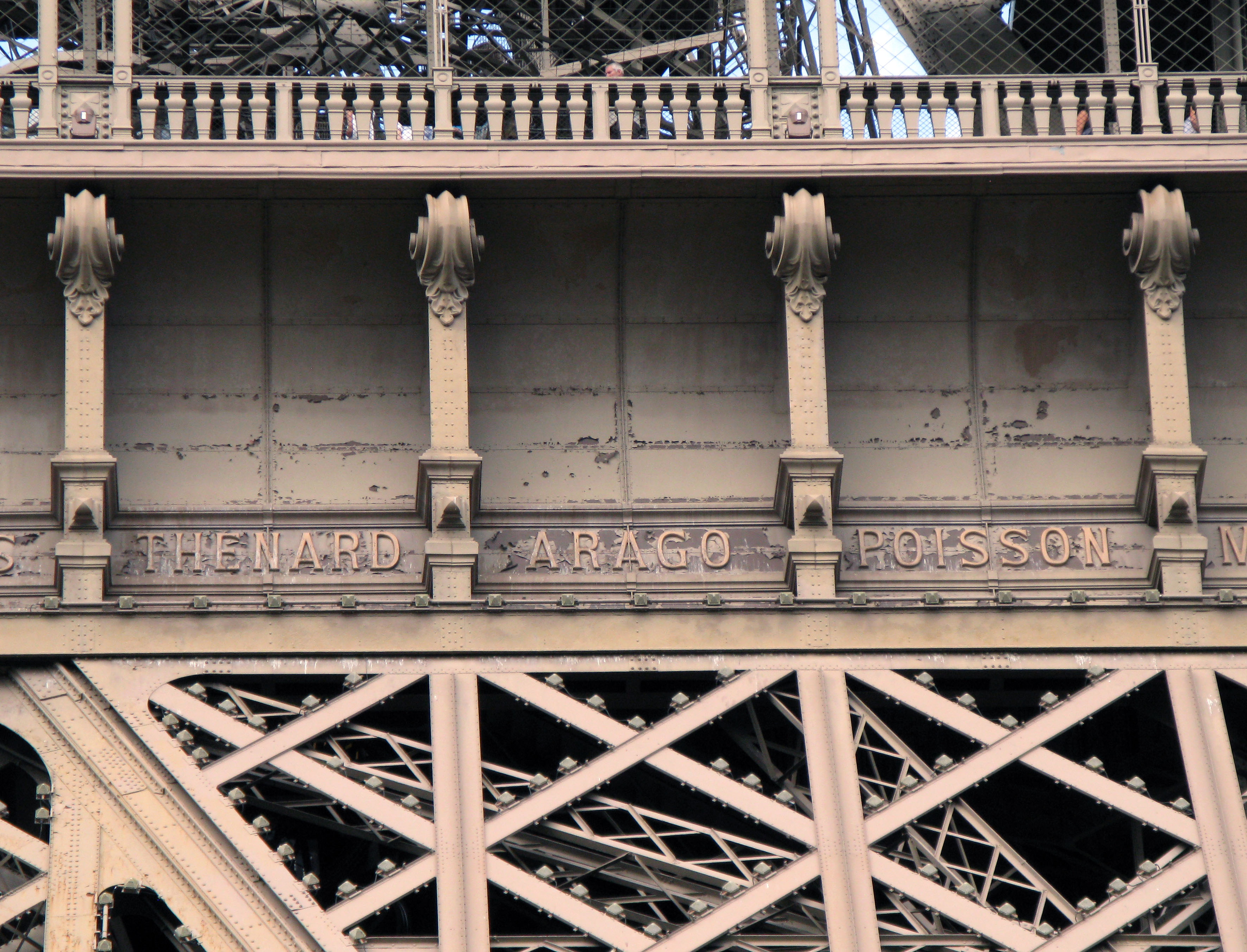
Nazwisko Poissona na Wieży Eiffela w Paryżu; pierwsze z prawej, obok nazwiska François Arago

### Nazewnictwo
Wiele pojęć matematycznych i fizycznych jest nazwanych od jego nazwiska. W analizie są to:
- całka Poissona,
- równanie różniczkowe Poissona.

W probabilistyce są to:
- rozkład Poissona,
- twierdzenie Poissona,
- proces Poissona,
  - niejednorodny proces Poissona,
  - złożony proces Poissona.

W fizyce i na jej matematycznym pograniczu są to:
- liczba Poissona,
- prawo Poissona,
- plamka Poissona[3],
- nawias Poissona.

### Inne formy
Jego nazwisko pojawiło się na liście 72 nazwisk na wieży Eiffla.